# Elmo di Meyrick
L'elmo Meyrick è un elmo celtico in bronzo conservato al British Museum di Londra. È uno dei quattro elmi dell'età del ferro scoperti in Gran Bretagna. Gli altri tre sono il più famoso Elmo di Waterloo, l'Elmo di Canterbury e l'Elmo del Guerriero di North Bersted. A differenza dell'elmo di Waterloo, l'elmo di Meyrick è privo di corna e sembra essere basato su un modello romano. Vincent Megaw, professore emerito d'archeologia dell'Università di Leicester, ha ipotizzato che l'elmo potrebbe essere appartenuto a un ausiliario romano attivo nelle campagne romane contro i Briganti (71–74).

## Ritrovamento
La provenienza dell'elmo è sconosciuta, ma per motivi stilistici si ritiene probabile che provenga dal nord dell'Inghilterra, nell'area della Gran Bretagna controllata dalla tribù dei Briganti. L'elmo è registrato per la prima volta come parte della collezione di armi e armature accumulata da Sir Samuel Rush Meyrick (1783–1848), e quindi deve essere stato scoperto qualche tempo prima del 1848. È possibile che l'elmo provenisse dallo Stanwick Hoard di circa 140 oggetti in bronzo che furono trovati tra il 1843 e il 1845 vicino a Stanwick Camp (North Yorkshire), ritenuto il probabile oppidum dei Briganti. Dopo la morte di Meyrick, l'elmo e altri elementi d'armatura dell'età del ferro, come lo Scudo di Witham, furono lasciati a suo cugino, il tenente colonnello Augustus Meyrick, che li smaltì tra il 1869 e il 1872. L'elmo fu acquistato da Augustus Wollaston Franks, un ricco antiquario indipendente che lavorava per il British Museum cui donò il reperto nel 1872.

## Descrizione
L'elmo è ritenuto un manufatto celtico, su linee romane contaminate da lateniane, in uso ad un celta delle truppe ausiliarie dell'esercito romano. Ha la forma di un berretto conico con una protezione del collo a punta. Esso è costituito da un unico foglio di rame, eventualmente filato finito, e ha sbalzate delle decorazioni lateniane, simili a quelle presenti sull'Elmo di Waterloo, sul paranuca e sui lati. Sul paranuca ci sono anche due borchie a cupola piatte con scanalature incrociate che originariamente avrebbero tenuto borchie di smalto di vetro rosso. Ci sono fori su entrambi i lati per il fissaggio di una goletta o di paragnatidi ed un foro nella parte superiore della calotta per il fissaggio di una cresta. Sul margine esterno dell'elmo sono incisi due tratti che potrebbero rappresentare il numero romano "II".